# 名鉄モ90形電車 (初代)
名鉄モ90形電車（めいてつも90がたでんしゃ）は、かつて名古屋鉄道（名鉄）に在籍していた電車（制御電動車）である。
渥美線（現・豊橋鉄道）向けに1942年（昭和17年）2月に製造された半鋼製二軸単車で、機器はデワ1形からの流用で台車はブリル21-E、屋根はシングルルーフ構造、側面窓配置は D 6 D である。鉄道線向けの車両だが構造的には路面電車に準じており、制動装置は手ブレーキ、集電装置はトロリーポールであった。
戦後、戦災で車両不足に陥った岡崎市内線に名古屋市電から元・京都N電車両が譲渡され、これがモ90形（2代）となると、本形式はモ140形（140 - 142）に改番した。モ140とモ141はその後永久連結化されている。
1954年（昭和29年）10月に渥美線が豊橋鉄道に譲渡されるとモ140形も豊橋鉄道に転籍となったが、譲渡後さほど使われることなく廃車解体された（1956年（昭和31年）9月14日廃車届）。